# Liste der Häuptlinge der Potawatomi

## Französische Periode (1615–1763)
Die französische Periode begann mit dem Kontakt zu den ersten europäischen Entdeckern, die im westlichen Michigan auf die Potawatomi stießen. Ebenfalls siedelten die Potawatomi auf der Door-Halbinsel im gegenüber liegenden Wisconsin.
Häuptlinge der französischen Periode:
- Madouche – während der Fox-Kriege
- Millouisillyny -
- Onanghisse  (dt.: Schimmerndes Licht) in der Nähe von Green Bay
- Otchik – bei Detroit

## Britische Periode (1763–1783)
Die britische Periode begann mit dem Ende des Franzosen- und Indianerkrieges. Unmittelbar darauf brach der Pontiac-Aufstand aus, bei dem die Potawatomi mit Ausnahme von Detroit alle britischen Forts in ihrem Siedlungsgebiet eroberten. Der Stamm wuchs und expandierte nach Westen. Die Potawatomi in Wisconsin dehnten ihr Siedlungsgebiet entlang der Küste des Michigansees nach Süden bis nach Illinois aus.
Häuptlinge der britischen Periode:
- Nanaquiba – bei Detroit
- Ninivois – bei Detroit
- Peshibon – am St. Joseph River im südwestlichen Michigan
- Washee – (dt.: Schwan) am St. Joseph River während des Pontiac-Aufstandes

## Periode der Verträge mit den USA (1783–1830)
Diese Periode begann mit dem Frieden von Paris, dem Ende des Amerikanischen Unabhängigkeitskrieges. Die jungen USA begannen ihre Interessen auf das Gebiet der Großen Seen auszudehnen, was letztlich zur Indianer-Umsiedlung als Folge des Indian Removal Act im Jahr 1830 führte. Verträge mit einzelnen Potawatomi-Häuptlingen wurden von den USA für den gesamten Stamm gültig angesehen, obwohl die Potawatomi keine zentrale Organisation kannten. Die einzelnen Gruppen gliederten sich vielmehr in verschiedenen Regionen: das Gebiet um das heutige Milwaukee in Wisconsin, das Gebiet um Detroit im südöstlichen Michigan, das Gebiet am St. Joseph River im südwestlichen Michigan, das Gebiet am Kankakee River in Illinois und Indiana, das Gebiet am Wabash River in Indiana, das Gebiet im mittleren Illinois und das Gebiet am Fox River im nordöstlichen Illinois und südöstlichen Wisconsin.
Die einzelnen regionalen Gruppen wurden von folgenden Häuptlingen angeführt:

### Milwaukee Potawatomi
- Manamol[1]
- Siggenauk[1]

### Chicago Potawatomi
- Burnett[2]
- Sauganash (1780–1841) – auch bekannt unter dem englischen Namen Billy Caldwell[3][1]

### Des Plaines und Fox River Potawatomi
- Mukatapenaise – auch unter dem englischen Namen Blackbird bekannt[1]
- Waubansee[1]
- Waweachsetoh[1]

### Illinois River Potawatomi

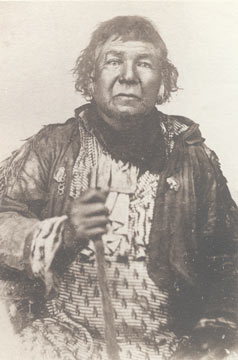
Shabbona

- Mucktypoke[1]
- Senachewine[1]
- Shabbona[1]

### Kankakee River Potawatomi
- Main Poc[1]
- Micsawbee[2]
- Notawkah – englischer Name: Rattlesnake (dt.: „Klapperschlange“), lebte am Yellow River[1]
- Nuscotomeg – lebte am Iroquois River und am Kankakee River[1]
- Mesasa -[1]

### St. Joseph und Elkhart Potawatomi
- Chebass – lebte am St. Joseph River[1]
- Wa-nyano-zhoneya – lebte am Elkhart River[1]
- Onaska – lebte am Elkhart River[1]
- Topinbee (??–1826)[1]

### Tippecanoe und Wabash River Potawatomi
- Aubenaubee (1761–1837/8) – lebte am Tippecanoe River[1][2]
- Askum – lebte am Eel River[1]
- George Cicott (1800?–1833)[2]
- Keesass – lebte am Wabash River
- Kewanna (1790?–1840s?) – lebte am Eel River[2]
- Kinkash – lebte am Eel River[1]
- Magaago
- Monoquet (1790s–1830s) – lebte am Tippecanoe River[1][2]
- Tiosa – lebte am Tippecanoe River[2]
- Winamac (Amerikanische Periode I) – (engl.: Catfish. dt.:Wels) Verbündeter der Briten im Krieg von 1812[2]
- Winamac (Amerikanische Periode II) – Verbündeter der Amerikaner im Krieg von 1812[2]

### Fort Wayne Potawatomi
- Metea (1760?–1827)[2]
- Wabnaneme – lebte am Pigeon River[1][2]

## Periode der Umsiedlung („Trail of Death“, 1830–1840)
Diese Periode begann mit den Verträgen aus den späten 1820er Jahren, als die USA mit der Einrichtung von Indianerreservationen begann. Das Siedlungsgebiet der Indianer wurde unter zunehmendem Siedlungsdruck aus Europa ständig kleiner, sodass die Regierung der USA die endgültige Umsiedlung der Potawatomi nach Iowa und Kansas beschloss. Der Trail of Death der Potawatomi aus Indiana wurde von dem katholischen Priester Benjamin Petit begleitet und in seinem Tagebuch dokumentiert. Das Tagebuch ist von der Indiana Historical Society 1941 veröffentlicht worden.
Inzwischen sind aber viele Potawatomi in ihre alte Heimat zurückgekehrt, andere entzogen sich der Deportation nach Westen durch Flucht zu ihrem kanadischen Nachbarstamm der Odawa (Ottawa).
Aus dieser Periode sind folgende Häuptlinge bekannt:
- Iowa – lebte am Wabash River
- Maumksuck – (engl. Big Foot), lebte am Lake Geneva in Wisconsin
- Mecosta
- Chief Menominee (1791?–1841) – lebte im Marshall County in Indiana
- Pamtipee of Nottawasippi
- Mackahtamoah of Nottawasippi
- Pashpoho – lebte in der Nähe von Rochester in Indiana
- Pepinawah
- Leopold Pokagon (um 1775–18??)
- Simon Pokagon (179?–??) – Sohn von Leopold Pokogon
- Chechepinquay (??–1872) – auch unter dem englischen Namen Alexander Robinson bekannt
- Shupshewahno (1800s–1841) – lebte am Shipshewana Lake
- Topinbee – lebte am St. Joseph River
- Wabanim – (engl.: White Dog. dt.: Weißer Hund) lebte am Iroquois River
- Michicaba – lebte am Iroquois River
- Wanatah
- Wewesh